# Bjelovarsko-bilogorska županija
Ovo je članak o suvremenoj Bjelovarsko-bilogorskoj županiji. Za njezine prethodnice vidi: Bjelovarska županija i Bjelovarsko-križevačka županija.
Bjelovarsko-bilogorska županija smještena je na sjeverozapadu Hrvatske. U gospodarskom smislu najjača poljoprivredna županija u Hrvatskoj.

## Administrativna podjela i stanovništvo
Županija je podijeljena na 5 gradova i 18 općina.
- Gradovi:
  - Grad Bjelovar
  - Grad Čazma
  - Grad Daruvar
  - Grad Garešnica
  - Grad Grubišno Polje

- Općine:
  - Općina Berek
  - Općina Dežanovac
  - Općina Đulovac
  - Općina Hercegovac

- - Općina Ivanska
  - Općina Kapela
  - Općina Končanica
  - Općina Nova Rača
  - Općina Rovišće
  - Općina Severin
  - Općina Sirač
  - Općina Šandrovac
  - Općina Štefanje
  - Općina Velika Pisanica
  - Općina Veliki Grđevac
  - Općina Veliko Trojstvo
  - Općina Velika Trnovitica
  - Općina Zrinski Topolovac

### Stanovništvo
Prema popisu stanovništva iz 2021. godine županija je imala 101.879 žitelja (2,63 % stanovništva Hrvatske) s prosječnom gustoćom naseljenosti od 38,59 stanovnika/km².
| broj stanovnika | 84893 | 95981 | 101420 | 130901 | 150825 | 163039 | 162453 | 173597 | 166485 | 170651 | 167599 | 157811 | 149551 | 144042 | 133084 | 119764 | 101879 |
|                 | 1857. | 1869. | 1880.  | 1890.  | 1900.  | 1910.  | 1921.  | 1931.  | 1948.  | 1953.  | 1961.  | 1971.  | 1981.  | 1991.  | 2001.  | 2011.  | 2021.  |

Etnički sastav 2001. je bio sljedeći: Hrvati 82,6 %, Srbi 7,1 %, Česi 5,3 %, Mađari 0,9 %, te ostali.
Današnje županijsko ozemlje je 1991. obuhvaćalo općine, koje su imale 144 042 žitelja, a etnički sastav je bio: Hrvati 67,9 %, Srbi 16,1 %, Česi 5,8 % i drugi.
U ovoj županiji živi najviše pripadnika češke nacionalne manjine u Hrvatskoj te je stoga u njoj (Daruvar, Grubišno Polje) središte zbivanja za navedenu narodnosnu zajednicu.

## Županijska uprava
Trenutačni župan je Marko Marušić, zamjenica je Marija Jungić.

### Popis župana
- Tihomir Trnski (1993. – 1994.) HSS
- Željko Ledinski (1994. – 1997.) HSS
- Marijan Coner (1997. – 2000.) HDZ
- Damir Bajs (2000. – 2008.) HSS
- Miroslav Čačija (2009. – 2013.) HSS
- Damir Bajs (2013. – 2021.) Nezavisna lista Damir Bajs
- Marko Marušić (2021. – danas) HDZ

## Zemljopis
Bjelovarsko-bilogorska županija nalazi se u istočnom dijelu skupine županija središnjega područja Hrvatske. Na sjeveru graniči s Koprivničko-križevačkom, na sjeveroistoku s Virovitičko-podravskom, na jugu sa Sisačko-moslavačkom i na zapadu sa Zagrebačkom županijom., na jugoistoku s Požeško-slavonskom županijom.
Obuhvaća prostor četiri karakteristične zemljopisne cjeline: Bilogoru (sjeverno i sjeveroistočno), rubne masive Papuka i Ravne gore (istočno), Moslavačku goru (jugozapadno), i dolina rijeka Česme i Ilove (zapadno, središnje i južno).
Bjelovarsko-bilogorska županija zauzima površinu od 2652 km², što je 3,03 % od ukupne površine Hrvatske i na njenom području obitava 101.879 žitelja prema popisu iz 2021. godine. Središte županije je grad Bjelovar. Bjelovar je političko, kulturno i gospodarsko središte županije i u njemu se nalaze mnogobrojne institucije koje svojim aktivnim djelovanjem daju primjeren značaj gradu. Tu su još i gradovi Daruvar, Čazma, Garešnica i Grubišno Polje, koji svojim posebnostima i specifičnostima u gospodarskom i društvenom životu daju cjelovitu sliku područja Bjelovarsko-bilogorske županije. U sastavu županije nalazi se i 18 općina u kojima se čine značajni napori da se oživi i ojača gospodarski potencijal i obogati društveni život.
Kroz Bjelovarsko-bilogorsku županiju teku sljedeće rijeke:
- Česma – ulijeva se u Lonju
- Ilova – ulijeva se u Lonju
- Toplica – ulijeva se u Ilovu
- Garešnica – ulijeva se u Ilovu
- Velika rijeka – ulijeva se u Česmu
- Bjelovacka – ulijeva se u Česmu
- Plavnica – ulijeva se u Česmu

## Gospodarstvo
Područje Bjelovarsko-bilogorske županije obiluje značajnim izvorima nafte, plina, kvarcnog pijeska, gline, termalnih voda i drugim prirodnim bogatstvima koja se samo djelomično koriste. Kvalitetno i prostrano poljoprivredno zemljište, razvijena stočarska proizvodnja kao i bogat i raznovrstan šumski fond temelji su razvoja gospodarstva na ovom području. Pitomi krajevi i srdačni ljudi pružaju odlične uvjete za ugostiteljsko-turističku ponudu usmjerenu na zdravstveno-rekreativni turizam, lovni s nizom odličnih i kvalitetnih lovišta, ribolovni turizam, seoski i niz drugih vidova odmora, rekreacije i zabave.
Temeljno je gospodarsko određenje Bjelovarsko-bilogorske županije nekada, a i sada, proizvodnja hrane i stočarstvo, što rezultira značajnom proizvodnjom mlijeka i mesa. Na toj se bogatoj i kvalitetnoj sirovinskoj osnovi razvila značajna prehrambena industrija.
Na kvalitetnom poljoprivrednom zemljištu, bitnom preduvjetu razvoja poljodjelstva, naročito stočarstva, razvila se proizvodnja ratarskih kultura namijenjenih stočarstvu i proizvodnji žitarica i industrijskoga bilja. Do sada nedovoljno korištenim resursima u voćarstvu i vinogradarstvu počinje se pridavati veći značaj.
U stočarskoj proizvodnji najvažnije je govedarstvo, pretežno simentalske pasmine, a takvo udomaćeno mesno-mliječno govedo rasadište je rasplodnog materijala u govedarstvu Hrvatske i snažna sirovinska osnova razvijene mljekarske i mesoprerađivačke industrije županije.
Značajna je i svinjogojska proizvodnja na bazi krmača i suprasnih nazimica kao sirovinska osnovica za mesoprerađivačku industriju. Znatni su i kapaciteti u proizvodnji konzumnih jaja i brojlera, a u porastu je i uzgoj ovaca i koza, dok je konjogojstvo svedeno na minimalan broj grla. U županiji postoje značajne površine kvalitetnih ribnjaka slatkovodne ribe, a posebno je razvijena proizvodnja šarana.
Najsnažniji dio prehrambene industrije je proizvodnja i prerada mlijeka. Tako mljekare svojom godišnjom proizvodnjom prerade više od 50% ukupne predade mlijeka u Hrvatskoj. Uz proizvodnju pasteriziranog mlijeka proizvode se i razni mliječni proizvodi od kojih se naročito ističu neke poznate robne marke sireva.
Osim mljekarske industrije značajni su kapaciteti mlinske i konditorske industrije, zatim prerade mesa i ribe, prerade krumpira, te proizvodnja tjestenine. Proizvodnja kvalitetnog piva temelji se na poznatoj češkoj tradiciji, a ljubitelji dobre kapljice mogu uživati u kvalitetnim vinima kojih je svakim danom sve više.
Također je važna gospodarska grana županije, zasnovana na bogatom i raznovrsnom fondu kvalitetnih šuma s visokom zastupljenošću hrasta i bukve, drvoprerađivačka industrija sa znatnim kapacitetima u proizvodnji piljene građe i ploča, proizvodnji šperploča, furnira, iverice, masivnog i pločastog namještaja, parketa, drvne galanterije i drugih proizvoda.
S dugogodišnjom tradicijom tekstilna je industrija, s nizom poznatih proizvođača gotovih tekstilnih proizvoda, svojom kvalitetom i praćenjem modnih trendova visoko pozicionirani subjekt u gospodarstvu Bjelovarsko-bilogorske županije i Hrvatske.
Industrija prerade metala raspolaže značajnim proizvodnim mogućnostima. Instalirani su ljevaonički kapaciteti nodularnog i sivog lijeva, dorada i obrada proizvoda od žice, a strojogradnja je specijalizirana za proizvodnju strojeva za ciglarstvo i pivarstvo, uključujući proizvodnju automobilskih prikolica i traktora. „Fenor” iz Nove Rače bio je najznačajnija tvornica opruga u bivšoj Jugoslaviji s više od 550 zaposlenih.
Geoprometni položaj županije povoljno utječe na razvoj cestovnoga prometa, pa tako dolazi do stalnog povećanja broja prometnih tvrtki, koje svojim suvremenim vozilima prevoze robu i putnike gotovo u svim pravcima.

## Kultura
Područje Bjelovarsko-bilogorske županije prepuno je bogate povijesti i tradicije koja seže i u vrijeme prije rimskog doba. U muzejima i crkvama čuvaju se dragocjenosti kao dokazi postojanja, trajanja i čuvanja života na ovom području. Na svakom koraku isprepliću se prošlost i sadašnjost. Tu je nezaobilazna Terezijana kao uspomena na caricu Mariju Tereziju koja je carskim dekretom osnovala grad Bjelovar, Međunarodni stočarski i gospodarski sajam, najveći takve vrste u Hrvatskoj, Vinodar, izložba vina, Dožinky, žetvene svečanosti Čeha, Smotra pučkoga teatra, festival Djeca, radost, pjesma, međunarodni supermaraton Zagreb-Čazma, motokros u Podgariću, konjički turnir u Bereku i brojne sportske priredbe te Sirač poznat po manifestaciji Dani šljiva i rakija u Siraču na kojoj se predstavljaju svi proizvodi od šljiva, te kulturno-umjetničkim programom, popraćenim glazbom i nastupima domaćih glazbenika. Bjelovar je kolijevka rukometa u Hrvatskoj.

## Znamenitosti
- Katedrala sv. Terezije Avilske u Bjelovaru
- Paviljon u Bjelovaru
- Zgrada vojne komande (Straža), danas sjedište gradske uprave u Bjelovaru
- Spomen područje Barutana u Bjelovaru
- Crkva sv. Marije Magdalene u Čazmi
- Crkva Presvetog Trojstva u Rovišću
- Božićna bajka u Grabrovnici kraj Čazme
- Dvorac Janković u Daruvaru
- Crkva Presvetog Trojstva u Daruvaru
- Julijev park u Daruvaru
- Dvorac Dioš
- Crkva Pohoda Blažene Djevice Marije u Garešnici
- Garić-grad u Podgariću
- Spomenik revolucije naroda Moslavine u Podgariću
- Crkva sv. Josipa u Grubišnom Polju
- Crkva Uznesenja Blažene Djevice Marije u Novoj Rači
- Crkva Presvetog Trojstva u Velikom Trojstvu
- Crkva sv. Tome u Tomašu
- Pavlinski samostan i crkva Svih Svetih u Pavlin Kloštru

## Vanjske poveznice
- Službene stranice županije
- Turistička zajednica županije